# Richard Bright
Richard Bright (Bristol, 1789 — Londres, 16 de dezembro de 1858) foi um médico britânico.
Filho de Sarah e Richard Bright Sr., descreveu pela primeira vez as lesões renais provocadas pela hipertensão arterial, na entidade fisiopatológica denominada Doença de Bright. Educado na Universidade de Edinburgh, foi médico assistente do Guy's Hospital em Londres a partir de 1820. Contemporâneo de Thomas Addison e Thomas Hodgkin e trabalhando em equipa com eles, dedicou grande parte da sua vida a autopsiar cadáveres o que lhe permitiu deixar contribuições valiosíssimas para o estudo da hipertensão arterial e suas consequências. Em 1827 escreve o seu primeiro livro "Reports of Medical Cases Selected with a view to Illustrating the Symptoms and Cure of Disease by a Reference to Morbid Anatomy". É considerado "o pai da nefrologia". Foi eleito membro da Royal Society in 1821. Faleceu a 16 de Dezembro de 1858 por doença cardíaca.